# Batophora
Batophora es un género de algas verdes en la familia de las Dasicladaceas.